# Allotinus molionides
Allotinus molionides är en fjärilsart som beskrevs av Hans Fruhstorfer 1913. Allotinus molionides ingår i släktet Allotinus och familjen juvelvingar. Inga underarter finns listade i Catalogue of Life.